# Amerdingen
Amerdingen est une commune de Bavière (Allemagne), située dans l'arrondissement de Danube-Ries, dans le district de Souabe.

## Histoire
Avant 1806, Amerdingen était le siège de la seigneurie du même nom et appartenait aux barons Schenk von Stauffenberg. Les Stauffenberg, qui ont été élevés au rang de comte par Louis II de Bavière au XIXe siècle, sont toujours les plus grands propriétaires terriens d'Amerdingen et en même temps les résidents du château de la ville. On trouve parmi leurs descendants Claus von Stauffenberg, instigateur de l'attentat contre Hitler du 20 juillet 1944. 
Tous les Stauffenberg appartiennent à la «lignée Amerdinger», descendants du donateur Hans von Stauffenberg, qui en 1566 acquis le manoir d'Amerdingen en épousant Barbara von Westernach. Amerdingen était entre le duché de Palatinat-Neubourg et le comté d'Oettingen, qui détenait des droits souverains sur Amerdingen. Avec l'entrée en vigueur du traité de la confédération du Rhin de 1806, la place revint au royaume de Bavière.